# ریش‌آبی (فیلم)
ریش‌آبی (فرانسوی: Barbe Bleue‎) یک فیلم در ژانر فانتزی به کارگردانی کاترین بریا است که در سال ۲۰۰۹ منتشر شد. از بازیگران آن می‌توان به لولا کرتون اشاره کرد.